# Бэрбулеску, Андрей
Андрей Бэрбулеску (рум. Andrei Bărbulescu; 16 октября 1909, Слатина, Румыния — 30 июля 1987) — румынский футболист, полузащитник. Выступал за сборную Румынии, участвовал в Чемпионате мира по футболу 1938.

## Карьера
Начал карьеру молодоженом клубе ФК «Арджеш». В 1924 году перешел в молодежный клуб «Венус» из Бухареста, в котором тренировался в течение 3 лет.

В 1927 перешел во взрослый клуб «Петролул», котором играл вплоть до 1932 года.

В 1932 году Дебютировал в составе футбольного клуба «Венус» из Бухареста, в котором играл до 1940 года. В составе Венуса провел 117 матчей, в которых забил 8 голов.

В 1940-1941 годах играл в ФК «Спортул Студенцеск». В этом клубе он отыграл 20 официальных матчей.

В 1941 вернулся в Венус. В нем,за 5 лет, он отыграл 16 матчей, в которых забил 1 гол. В 1945 году завершил профессиональную карьеру.
Дебютировал за сборную Румынии 25 августа 1935 года, в товарищеском матче против Германии. После дебюта отыграл еще один товарищеский матч со сборной Швеции. 

Завершил выступления за сборную в матче чемпионата мира 1938 года, против команды Кубы.

## Награды

### Петролул
Чемпионат Румынии
- Чемпион (1): 1929-30

### Венус
Чемпионат Румынии
- Чемпион (4): 1933–34, 1936–37, 1938–39, 1939–40